# Michelin Le Mans Cup 2019
Navigation
Édition précédente Édition suivante
Le Michelin Le Mans Cup 2019 est la quatrième saison du Michelin Le Mans Cup. Elle a débuté le 13 avril au Castellet et se terminera le 26 octobre à l'Autódromo Internacional do Algarve.

## Calendrier
Le calendrier 2019 :
| N° | Date         | Course            | Circuit                            | Lieu          | Pays     |
| -- | ------------ | ----------------- | ---------------------------------- | ------------- | -------- |
| 1  | 13 avril     | Le Castellet      | Circuit Paul-Ricard                | Le Castellet  | France   |
| 2  | 11 mai       | Monza             | Autodromo Nazionale di Monza       | Monza         | Italie   |
| 3  | 13 & 15 juin | Road to Le Mans   | Circuit des 24 Heures              | Le Mans       | France   |
| 4  | 20 juillet   | Barcelone         | Circuit de Barcelone               | Montmeló      | Espagne  |
| 5  | 21 septembre | Spa-Francorchamps | Circuit de Spa-Francorchamps       | Francorchamps | Belgique |
| 6  | 26 octobre   | Algarve           | Autódromo Internacional do Algarve | Portimão      | Portugal |

## Engagés

### LMP3
Toutes les voitures ont un moteur Nissan VK50VE 5.0 L V8 et sont chaussées de pneumatiques Michelin.
| Légende                             | Légende                                        | Légende |
| ----------------------------------- | ---------------------------------------------- | ------- |
| Inscription pour toute la saison    | Inscription additionnelle                      |         |
| Éligible pour tous les championnats | Éligible uniquement pour le championnat pilote |         |

| No.  | Pays          | Équipe                    | Voiture      | Pilotes                                                                                              | Pilotes                                                                                              | Pilotes                                                                                              |
| No.  | Pays          | Équipe                    | Voiture      | Les chiffres entre parenthèses sont la ou les manches auxquelles le pilote ou l'écurie sont inscrits | Les chiffres entre parenthèses sont la ou les manches auxquelles le pilote ou l'écurie sont inscrits | Les chiffres entre parenthèses sont la ou les manches auxquelles le pilote ou l'écurie sont inscrits |
| LMP3 | LMP3          | LMP3                      | LMP3         | LMP3                                                                                                 | LMP3                                                                                                 | LMP3                                                                                                 |
| ---- | ------------- | ------------------------- | ------------ | --- | --- | --- |
| 2    |               | Nielsen Racing            | Norma M30    | Colin Noble                                                                                          | Tony Wells                                                                                           | |
| 3    |               | DKR Engineering           | Norma M30    | Laurents Hörr                                                                                        | François Kirmann                                                                                     | |
| 4    |               | Cool Racing               | Ligier JS P3 | Nicolas Rondet (en)                                                                                  | John Schauerman                                                                                      | |
| 5    |               | DKR Engineering           | Norma M30    | Marco Cencetti                                                                                       | Marcello Marateotto                                                                                  | |
| 9    |               | Graff                     | Norma M30    | Adrien Trouillet                                                                                     | Eric Trouillet                                                                                       | |
| 11   |               | Racing Experience         | Norma M30    | Gary Hauser                                                                                          | Charlie Martin                                                                                       | David Hauser                                                                                         |
| 12   |               | Eurointernational         | Ligier JS P3 | Jean Marc Littman                                                                                    | Marzio Moretti                                                                                       | Mikkel Jensen                                                                                        |
| 12   | Jens Petersen | Eurointernational         | Ligier JS P3 | | | |
| 13   |               | Inter Europol Competition | Ligier JS P3 | Philippe Bourgois                                                                                    | Simon Phillips                                                                                       | |
| 14   |               | RLR Msport                | Ligier JS P3 | Christian Olsen                                                                                      | Tom Olsen                                                                                            | |
| 15   |               | RLR Msport                | Ligier JS P3 | Freddie Hunt                                                                                         | Martin Vedel Mortensen                                                                               | |
| 17   |               | Nielsen Racing            | Norma M30    | Bonamy Grimes                                                                                        | Ivor Dunbar                                                                                          | |
| 18   |               | Nielsen Racing            | Ligier JS P3 | James Littlejohn                                                                                     | Nobuya Yamanaka                                                                                      | |
| 19   |               | M Racing                  | Norma M30    | Yann Ehrlacher                                                                                       | Laurent Millara                                                                                      | |
| 20   |               | Grainmarket Racing        | Norma M30    | Mark Crader                                                                                          | Alex Mortimer                                                                                        | |
| 22   |               | United Autosports         | Ligier JS P3 | Matthew Bell                                                                                         | James McGuire                                                                                        | |
| 23   |               | United Autosports         | Ligier JS P3 | Garett Grist                                                                                         | Rob Hodes                                                                                            | |
| 24   |               | United Autosports         | Ligier JS P3 | Wayne Boyd                                                                                           | Najaf Husain                                                                                         | Colin Braun                                                                                          |
| 25   |               | Lanan Racing              | Norma M30    | Michael Benham                                                                                       | Duncan Tappy                                                                                         | |
| 27   |               | United Autosports         | Ligier JS P3 | Shaun Lynn                                                                                           | | |
| 29   |               | DKR Engineering           | Ligier JS P3 | Bob Herber                                                                                           | Rob Kamphues                                                                                         | |
| 30   |               | CD Sport                  | Norma M30    | Kevin Bole-Besançon                                                                                  | Jacques Wolff                                                                                        | |
| 39   |               | Graff                     | Norma M30    | Adrien Chila                                                                                         | Nicolas Schatz                                                                                       | |
| 43   |               | Keo Racing                | Ligier JS P3 | Joakim Frid                                                                                          | Michael Markussen                                                                                    | |
| 55   |               | Spirit of Race            | Ligier JS P3 | Michele Rugolo                                                                                       | Claudio Sdanewitsch                                                                                  | |
| 60   |               | CD Sport                  | Norma M30    | Nick Adcock                                                                                          | Michael Jensen                                                                                       | |
| 65   |               | Viper Niza Racing (en)    | Ligier JS P3 | Dominic Ang                                                                                          | Douglas Khoo (en)                                                                                    | |
| 69   |               | Monza Garage              | Ligier JS P3 | John Corbett                                                                                         | James Winslow                                                                                        | |
| 72   |               | Graff                     | Norma M30    | Natan Bihel                                                                                          | Cyril Denis                                                                                          | |
| 74   |               | Cool Racing               | Ligier JS P3 | Victor Blugeon                                                                                       | Maurice Smith                                                                                        | |
| 84   |               | SRT41 - Frédéric Sausset  | Ligier JS P3 | Takuma Aoki                                                                                          | Snoussi Benmoussa                                                                                    | |
| 90   |               | AT Racing                 | Ligier JS P3 | Alexander Talkanista Jr.                                                                             | Alexander Talkanista Sr.                                                                             | |
| 96   |               | Cool Racing               | Ligier JS P3 | Romain Carton                                                                                        | Philippe Cimadomo                                                                                    | |
| 98   |               | Motorsport98              | Ligier JS P3 | Eric De Doncker (en)                                                                                 | Dino Lunardi                                                                                         | |

### GT3
| Légende                             | Légende                                        | Légende |
| ----------------------------------- | ---------------------------------------------- | ------- |
| Inscription pour toute la saison    | Inscription additionnelle                      |         |
| Éligible pour tous les championnats | Éligible uniquement pour le championnat pilote |         |

| No. | Pays | Équipe                     | Voiture                      | Pilotes                                                                                              | Pilotes                                                                                              |
| No. | Pays | Équipe                     | Voiture                      | Les chiffres entre parenthèses sont la ou les manches auxquelles le pilote ou l'écurie sont inscrits | Les chiffres entre parenthèses sont la ou les manches auxquelles le pilote ou l'écurie sont inscrits |
| GT3 | GT3  | GT3                        | GT3                          | GT3                                                                                                  | GT3                                                                                                  |
| --- | ---- | -------------------------- | ---------------------------- | --- | --- |
| 7   |      | Scuderia Villorba Corse    | Mercedes-AMG GT3             | Mauro Calamia (en)                                                                                   | Roberto Pampanini                                                                                    |
| 8   |      | Kessel Racing              | Ferrari 488 GT3              | Sergio Pianezzola                                                                                    | Giacomo Piccini                                                                                      |
| 35  |      | Krypton Motorsport         | Mercedes-AMG GT3             | Stefano Pezzucchi                                                                                    | Marco Zanuttini                                                                                      |
| 40  |      | SPS Automotive Performance | Mercedes-AMG GT3             | Tom Onslow-Cole (en)                                                                                 | Valentin Pierburg                                                                                    |
| 50  |      | Kessel Racing              | Ferrari 488 GT3              | Oliver Hancock                                                                                       | John Hartshorne                                                                                      |
| 51  |      | Spirit of Race             | Ferrari 488 GT3              | Maurizio Mediani                                                                                     | Christoph Ulrich                                                                                     |
| 52  |      | Spirit of Race             | Ferrari 488 GT3              | Oswaldo Negri Jr.                                                                                    | Francesco Piovanetti                                                                                 |
| 53  |      | Spirit of Race             | Ferrari 488 GT3              | Rui Aguas                                                                                            | Kriton Lentoudis                                                                                     |
| 54  |      | SPS Automotive Performance | Mercedes-AMG GT3             | Yannick Mettler (de)                                                                                 | Dexter Müller                                                                                        |
| 62  |      | Kessel Racing              | Ferrari 488 GT3              | Philippe Mulacek                                                                                     | Anthony Lazzaro                                                                                      |
| 71  |      | Luzich Racing              | Ferrari 488 GT3              | Fabien Lavergne                                                                                      | Mikkel Mac                                                                                           |
| 82  |      | Kessel Racing              | Ferrari 488 GT3              | Pierre Mulacek                                                                                       | Pierre Kaffer                                                                                        |
| 83  |      | Scuderia Villorba Corse    | Lamborghini Huracán GT3      | Steeve Hiesse (pl)                                                                                   | Cédric Mézard                                                                                        |
| 88  |      | Ebimotors                  | Porsche 911 GT3 R            | Alessandro Baccani                                                                                   | Paolo Venerosi                                                                                       |
| 95  |      | Bentley Team Africa        | Bentley Continental GT3      | Jan Lammers                                                                                          | Greg Mills                                                                                           |
| 97  |      | TF Sport                   | Aston Martin Vantage AMR GT3 | Flick Haigh                                                                                          | Tom Gamble                                                                                           |
| 99  |      | Beechdean AMR              | Aston Martin Vantage AMR GT3 | Ross Gunn                                                                                            | Andrew Howard                                                                                        |

## Résultats
Gras indique le vainqueur au général.
| Mc. | Mc. | Circuit     | Écurie vainqueure LMP3         | Écurie vainqueure GT3             | Résultats |
| Mc. | Mc. | Circuit     | Pilotes vainqueurs LMP3        | Pilotes vainqueurs GT3            | Résultats |
| --- | --- | ----------- | ------------------------------ | --------------------------------- | --------- |
| 1   | 1   | Paul Ricard | n°25 Lanan Racing              | n°8 Kessel Racing                 | Résultats |
| 1   | 1   | Paul Ricard | Michael Benham Duncan Tappy    | Sergio Pianezzola Giacomo Piccini | Résultats |
| 2   | 2   | Monza       | n°25 Lanan Racing              | n°71 Luzich Racing                | Résultats |
| 2   | 2   | Monza       | Michael Benham Duncan Tappy    | Fabien Lavergne Mikkel Mac        | Résultats |
| 3   | C1  | Le Mans     | n°39 Graff                     | n°71 Luzich Racing                | Résultats |
| 3   | C1  | Le Mans     | Adrien Chila Nicolas Schatz    | Fabien Lavergne Mikkel Mac        | Résultats |
| 3   | C2  | Le Mans     | n°3 DKR Engineering            | n°71 Luzich Racing                | Résultats |
| 3   | C2  | Le Mans     | Laurents Hörr François Kirmann | Fabien Lavergne Mikkel Mac        | Résultats |
| 4   | 4   | Barcelone   | n°3 DKR Engineering            | n°8 Kessel Racing                 | Résultats |
| 4   | 4   | Barcelone   | Laurents Hörr François Kirmann | Sergio Pianezzola Giacomo Piccini | Résultats |
| 5   | 5   | Spa         | n°25 Lanan Racing              | n°8 Kessel Racing                 | Résultats |
| 5   | 5   | Spa         | Michael Benham Duncan Tappy    | Sergio Pianezzola Giacomo Piccini | Résultats |
| 6   | 6   | Algarve     | n°14 RLR Msport                | n°8 Kessel Racing                 | Résultats |
| 6   | 6   | Algarve     | Alex Kapadia Rob Wheldon       | Sergio Pianezzola Giacomo Piccini | Résultats |

## Classement

### Attribution des points
| Système des points | Système des points | Système des points | Système des points | Système des points | Système des points | Système des points | Système des points | Système des points | Système des points | Système des points | Système des points | Système des points |
| Position           | 1er                | 2e                 | 3e                 | 4e                 | 5e                 | 6e                 | 7e                 | 8e                 | 9e                 | 10e                | Au-delà            | Pole position      |
| ------------------ | ------------------ | ------------------ | ------------------ | ------------------ | ------------------ | ------------------ | ------------------ | ------------------ | ------------------ | ------------------ | ------------------ | ------------------ |
| Points             | 25                 | 18                 | 15                 | 12                 | 10                 | 8                  | 6                  | 4                  | 2                  | 1                  | 0.5                | 1                  |
| Le Mans            | 15                 | 9                  | 7                  | 6                  | 5                  | 4                  | 3                  | 2                  | 1                  | 0.5                | 0.5                | 1                  |

### Championnat des pilotes
Seules les 10 premières places sont affichées ici (18 pilotes), au total 55 pilotes ont été classés.